# Poncif (art)
Pour les articles homonymes, voir Poncif.

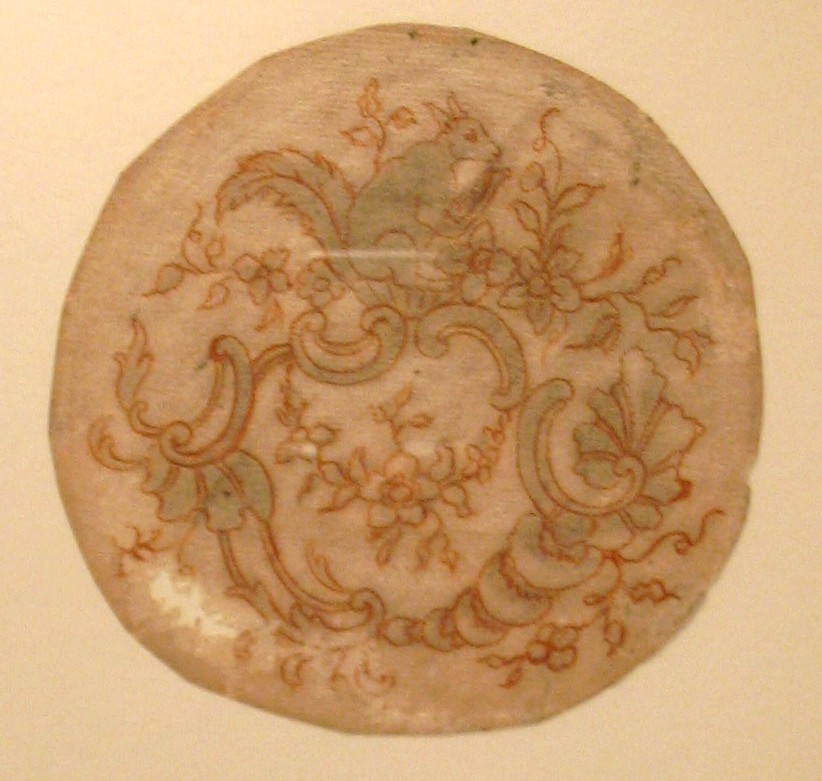
Poncif au lapin pour décor de céramique, XVIIIe siècle, musée de la Céramique de Rouen.

Le poncif est  un calque à petits trous qui permet de reporter un dessin préparatoire vers une surface à peindre.
Cette technique ancienne a été utilisée pour la réalisation des fresques après l'abandon de la sinopia qui nécessitait l'intervention du maître pour les tracés préparatoires. Elle sert également pour le transfert des décors sur la céramique, sur les fils de trame des tapisseries ou encore sur les matrices servant à la production d'estampes.
Elle est aujourd'hui souvent remplacée par d'autres procédés plus mécaniques.

## Technique
Le poncif posé sur la pièce est tamponné à l'aide d'un petit sachet de toile empli de poudre de charbon de bois. La poudre passe au travers des trous du poncif et reporte le motif sur la pièce à décorer. Ce tracé fantôme sert de guide au peintre pour exécuter son décor.
La technique de transfert avec un poncif et du charbon en poudre est parfois nommée spolvero.
En céramique, le charbon de bois disparaît à la cuisson.

## Autres acceptions du terme
- Par extension, le terme poncif désigne un dessin, copie d'un original, ayant pour but la multiplication de copies, et une œuvre banale, qui aura été beaucoup répétée.
- En linguistique, ce terme désigne, par métaphore, un lieu commun.